# The Years of Decay
The Years of Decay es el cuarto álbum de estudio de la banda de thrash metal Overkill, lanzado el 13 de octubre de 1989 a través de Atlantic Records y Megaforce Records.

## Recepción
Las críticas sobre The Years of Decay fueron en su gran mayoría muy positivas. Jason Anderson  de la revista AllMusic premia al álbum con cuatro estrellas y media en un máximo de cinco, llamando a este un "clásico entre los fans del grupo" y que "a menudo se menciona como el pináculo de la carrera discográfica de los thrashers de Costa Este ". The Years of Decay entró en el Billboard 200 el 17 de febrero de 1990, llegando al puesto #155 y quedando en la lista durante ocho semanas, haciendo que este se encuentre en el cuarto puesto más alto en el ranking del grupo hasta la fecha. "Es la obra mestra del grupo" así como una de las piezas clave de la primera oleada del Thrash metal de 1980 a 1999 entre discos como "Rust in Peace", "Reign in Blood", "Master of Puppets", "Among The Living", "The Legacy", "Bonded by Blood", entre otros. Hasta el 2013 la única canción del álbum que no fue tocada en vivo es "Nothing to Die For". Según el  frontman Bobby "Blitz" Ellsworth, la última canción, "E.vil N.ever D.ies", es una continuación de la saga de temas "Overkill", pertenecientes a sus tres álbumes previos, pero no fue nombrada "Overkill IV"; esta sería la última canción de la serie hasta el álbum de 2007 Immortalis, parte más reciente es "Overkill V... The Brand". Hasta el 2012, The Years of Decay vendió más de 178,000 copias en los Estados Unidos, y más de 4 millones de copias en todo el mundo.

## Lista de canciones
- Toda la música, letras y arreglos por Overkill

1. "Time to Kill "- 6:16
2. "Elimination" - 4:35
3. "I Hate" - 3:46
4. "Nothing to Die For" - 4:22
5. "Playing with Spiders/Skullkrusher " - 10:15
6. "Birth of Tension "- 5:04
7. "Who Tends the Fire "- 8:12
8. "The Years of Decay "- 7:58
9. "E.vil N.ever D.ies (Overkill IV) "- 5:49

## Personal
- Bobby "Blitz" Ellsworth – voz, producción
- Bobby Gustafson – guitarra, producción
- Sid Falck – batería, producción
- D. D. Verni – bajo, producción
- The Satones – voz de fondo
- Terry Date – ingeniería de audio, producción
- Matt Lane – ingeniería
- Howie Weinberg – masterización
- Jon Zazula – producción ejecutiva
- Marsha Zazula – producción ejecutiva

## Listas

### Álbum
| Año  | Lista             | Posición |
| ---- | ----------------- | -------- |
| 1990 | The Billboard 200 | 155      |